# 1458 Мінеура
1458 Мінеура (1458 Mineura) — астероїд головного поясу, відкритий 1 вересня 1937 року.
Тіссеранів параметр щодо Юпітера — 3,346.